# Вестингхаус АН/ТПС-1Д
Вестингхаус АН/ТПС-1Д (енгл. Westinghouse AN/TPS-1D) је осматрачки земаљски радар произвођача „Вестингхаус“ из Сједињених Америчких Држава.

## Опис
По својим особинама овај радар америчког произвођача Вестингхаус (Westinghouse) веома је сличан већини осматрачких радара који су коришћени током и непосредно после Другог светског рата. Опремљен је електронским системом показивача покретних циљева (MTI) који омогућава да се на екрану радара приказују само покретни циљеви, док се стални одрази не приказују. Поред тога, радар се може користити у стационарној и покретној варијанти - уградњом на возило, а антена радара може се удаљити од предајника до 45 метара. 
Такође, постоји могућност да се цео уређај подигне на импровизован носач висине 20 метара, чиме се повећава ефикасни домет радара. У саставу радара налази се и генератор за струју, а ради заштите од кише цео систем се прекрива шатором који може бити већих димензија него што је потребно да би се заштитио сам уређај, при чему се у другом делу смешта планшета за приказ ситуације у ваздуху и центар везе.

## Југославија
Југословенско РВ почело је са увођењем овог типа радара у наоружање 1953. године у оквиру војне помоћи Запада, да би до краја идуће године укупно добило 18 комада. Последњи примерци повучени су из употребе 1984. године.